# Dschamal ad-Din al-Afghani

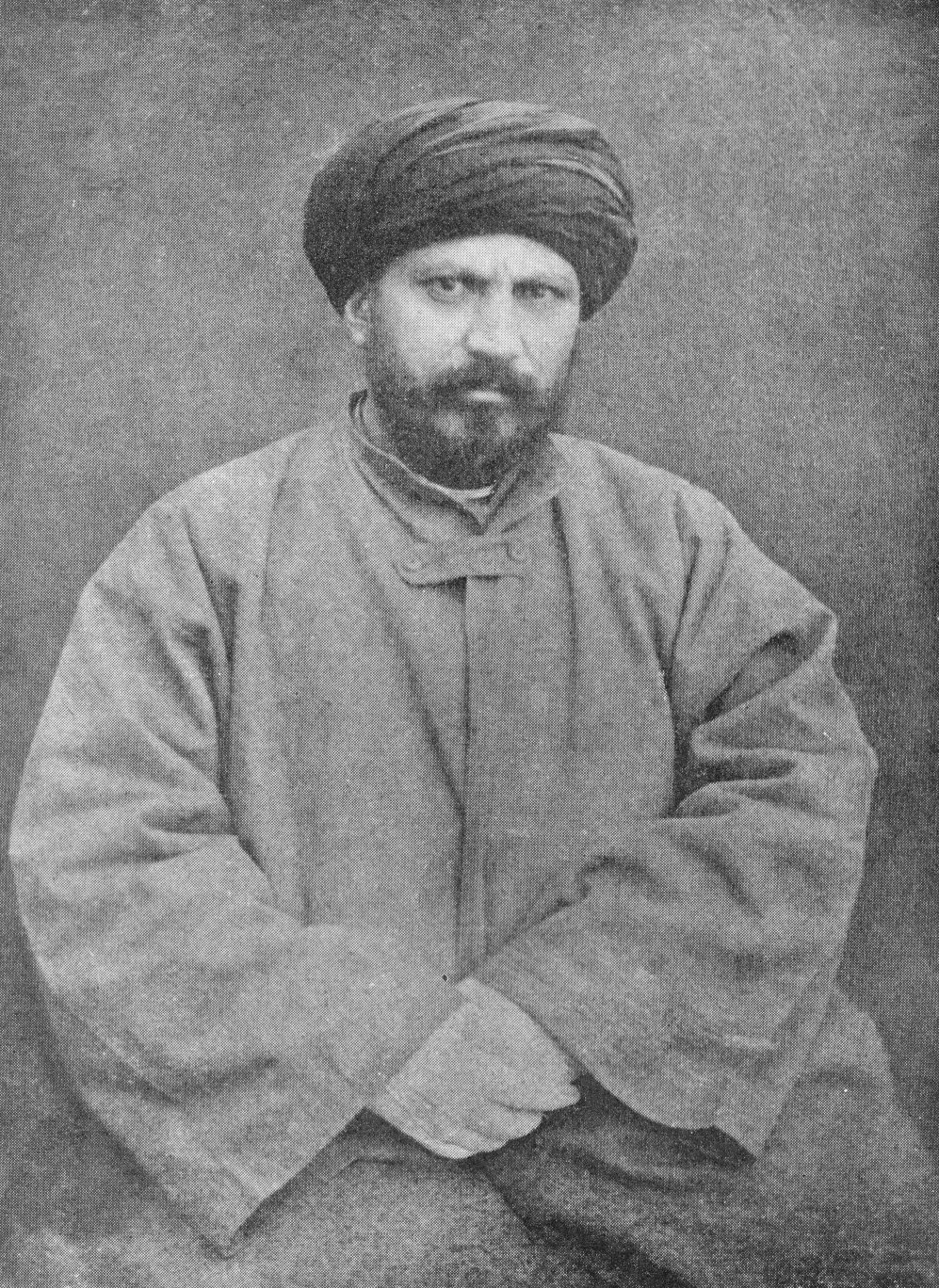
Dschamal ad-Din al-Afghani, 1883

Muhammad ibn Safdar al-Husaini (arabisch محمد بن صفدر الحسيني, DMG Muḥammad b. Ṣafdar al-Ḥusainī; geboren 1838 in Kunar, Afghanistan; gestorben 1897 in Istanbul, Osmanisches Reich), bekannt als Sayyed Dschamal ad-Din Asadabadi (persisch سيد جمال الدين اسدآبادى, DMG Sayyed Ǧamāl ad-Dīn-e Asad-Ābādī) oder Dschamal ad-Din al-Afghani bzw. international Jamal al-Din al-Afghani (arabisch جمال الدين الأفغاني, DMG Ǧamāl ad-Dīn al-Afġānī), war ein iranischer oder afghanischer Rechtsgelehrter und islamischer Reformer.
Er war der Gründer der „islamischen Moderne“, ein politischer Aktivist und islamischer Theoretiker in Afghanistan, Iran, Ägypten, Indien und im Osmanischen Reich des 19. Jahrhunderts. Er gilt u. a. als Vordenker des Panislamismus und Antikolonialismus, als liberaler Reformtheologe und Modernist, aber auch als einer der geistigen Begründer des Politischen Islams und der Salafismus-Bewegung des späten 19. und 20. Jahrhunderts, die eine Rückbesinnung auf einen „unverfälschten“ Islam forderte.

## Leben

### Herkunft und frühe Jahre
Obwohl viele ältere Quellen die Stadt Asadābād in der afghanischen Provinz Kunar als al-Afghanis Herkunft angeben, beweisen Analysen seiner Biografie und der erhaltenen, zeitgenössischen Berichte über ihn (besonders Schriften, die er 1891 hinterließ), dass er aus der gleichnamigen Stadt im Westen Irans, in der Nähe der Stadt Hamadān, stammte und seine Kindheit und Jugend im Iran verbrachte. In seinen frühen Jahren hielt er sich wahrscheinlich auch in Istanbul auf, obwohl es dafür keine sicheren Belege gibt. Seinen religiösen und politischen Unterricht erhielt er zuerst in seiner Heimat, später in Qazvin (ab ca. 1848) sowie in Teheran (ab ca. 1850) und anschließend (ab ca. 1852) in den Zentren der schiitischen Lehre im Irak. Er unternahm auch die Wallfahrt nach Mekka und ging 1866 nach Afghanistan, wo er schnell zu einem wichtigen Berater des Emirs Dost Mohammed wurde. Von dessen Sohn Muhammad Azam wurde er als Minister eingestellt. Als dieser gestürzt wurde, gelang es ihm nicht, unter dem neuen Emir Schir Ali eine ähnliche Position zu erlangen. Er wurde des Landes verwiesen und verließ 1868 Kabul. Nach verschiedenen Zwischenstationen (die britische Kolonie Indien, Ägypten) ging er 1870 nach Istanbul, wo er schnell Anschluss an reformerische (siehe Tanzimat) einflussreiche Kreise fand. Eine Rede am Darülfünun, in der er unter Rektor Hasan Tahsini die Philosophie und das von ihm als Handwerk dargestellte Prophetentum als Seelen der menschlichen Gesellschaft verglich, erregte jedoch solches Missfallen bei den Ulema, dass er Istanbul verlassen musste.
Den Namen „al-Afghānī“ trug er, um der Verfolgung durch die Regierung Nāser ad-Din Schahs zu entkommen. Einer seiner Rivalen, asch-Schaich Abū l-Hudā, nannte ihn Mutaʾafghin (arabisch; deutsch: „der sich als Afghane ausgibt“, obwohl er iranischer Abstammung aus Māzandarān gewesen sein soll). Damit haben seine Zeitgenossen und Gegner seine schiitischen Neigungen nachzuweisen versucht, obwohl er seine politischen Aktivitäten und Lehrtätigkeit in sunnitisch geprägten Ländern seiner Zeit entfaltete und somit eine „afghanische Abstammung“ in seinen Schriften betonte. In der Zeitschrift al-ʿUrwa al-Wuthqā, die er mit dem ägyptischen Gelehrten Muhammad Abduh in Paris herausgab, nennt er sich in deren letzter Ausgabe als Ǧamāl ad-Dīn al-Afġānī. In seinem handschriftlichen Aufnahmegesuch an die Großloge in Kairo (siehe unten) stellt er sich als Ǧamāl ad-Dīn al-Kābulī vor. Besonders in früheren Schriften und in solchen, die er in Afghanistan verfasste, nannte er sich „al-Istānbulī“ und gelegentlich „ar-Rūmī“ („der Rhomäer bzw. Anatolier“). Den Berichten eines indischen Regierungsbeamten in Afghanistan zufolge war ihm das Land fremd und er habe Persisch gesprochen „wie ein Iraner“.

### Kairoer Jahre
Er reiste daraufhin 1871 nach Kairo, wo er einige Anhänger für seine Ideen fand, darunter Muhammad Abduh, den Vertreter der islamischen Reformbewegung in Ägypten. Da sich die Anzahl seiner Anhänger stetig vergrößerte, wurde er von der britischen Obrigkeit bald als potentielles Problem für die Ruhe in der britischen Kolonie angesehen. Er wollte jeden Dogmatismus sowie Nachahmung bekannter Werke verwerfen und strebte politische Aktionen an. In dieser Zeit befreundete er sich auch mit dem ungarischen Orientalisten Ignaz Goldziher, der während seines Aufenthaltes in Kairo als erster Europäer zum Studium an der al-Azhar-Universität zugelassen wurde.
1876 trat er der Freimaurerloge „Stern des Ostens“ (arabisch كوكب الشرق, DMG Kaukab aš-šarq) in Ägypten bei, welche zur angelsächsischen Großloge gehörte. In seinem Schreiben an die Loge, in dem er um Aufnahme bat, erklärte er diesen Wunsch damit, dass er sich den humanitären Zielen der Freimaurerei verpflichtet fühle. Er wurde in dieser Loge Meister vom Stuhl, legte aber die Hammerführung nieder, als er einsah, dass seine politischen Bestrebungen nicht von den Brüdern getragen wurden. Sein Nachfolger wurde Abduh. Al-Afghānī etablierte eine unabhängige, nationale Loge, in welcher politisches Engagement wie bei den romanischen Logen erlaubt war und die sich in der Folgezeit dem Groß-Orient von Frankreich anschloss. Mustafā ʿAbd ar-Rāziq (gest.1947) beschreibt kurz diese Tätigkeit von Al-Afghānī im Vorwort des Nachdruckes der Zeitschrift Al-ʿUrwa al-wuṯqā und weist darauf hin, dass al-Afghānī in der von ihm gegründeten und geleiteten Loge mit um die 300 Mitgliedern seine Schüler und Anhänger hatte, denen er neben Rhetorik den Freiheitsgedanken und die Prinzipien der Grundrechte und Grundfreiheiten erörterte.
Beim Chediven Taufiq Pascha (gest. 1892) vorgeladen schlug er ihm die Beteiligung des Volkes nach dem Schura-System sowie eine Wahl von Volksvertretern vor. Seine Bemühungen zielten neben der Einigung und Konsolidierung der moslemischen Nationen darauf ab, die staatlichen Institutionen dahin zu entwickeln, dass Ägypten und die anderen islamischen Länder sich von der Administration der Briten entledigen würden. Hierzu sah er die Einführung einer Verfassung vor, welche die Willkür der Regierenden eingeschränkt hätte. Deswegen wurde er 1879 von Muhammad Tawfiq Pascha des Landes verwiesen. Aufgrund seiner philosophischen Lehren war er den religiösen Konservativen an der Azhar ohnehin eine Persona non grata.

#### Aufnahmegesuch al-Afghānī's in eine Loge von Kairo
„Ǧamāl ad-Dīn al-Kābulī, Lehrer der Philosophie in Kairo – Gott möge es beschützen –, dem siebenunddreißig Jahre von seinem Leben beschert wurden, sagt:

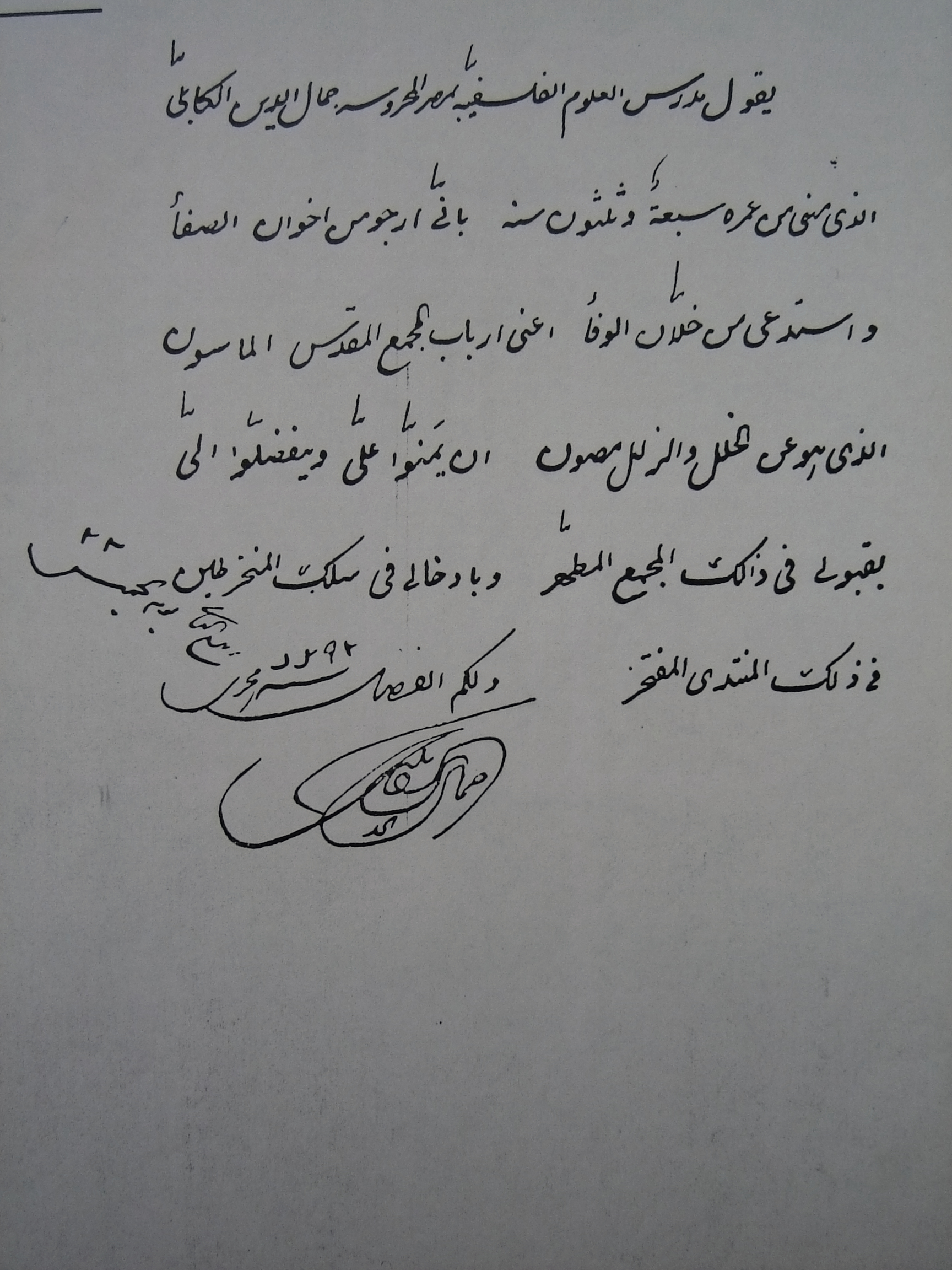
Handgeschriebenes Aufnahmegesuch al-Afghanis an die Loge in Kairo

Ich bitte die Brüder der Reinheit und rufe die Freunde der Treue, ich meine (damit) die Herren der heiligen Vereinigung der Freimaurer ohne Makel und Tadel, dass sie mir die Gnade erweisen und mich beehren, mich in diese rechtschaffene Vereinigung aufzunehmen und in diesen vorzüglichen Klub einzugliedern.

Hochachtungsvoll

Donnerstag, am 22. Rabīʿ II. 1292

(Unterschrift)“

### Aufenthalte in Europa und Afghanis Briefwechsel mit Renan
1882 verließ Afghani Indien und zog nach Europa, wo er 1883 seinen berühmten Briefwechsel mit dem französischen Philosophen Ernest Renan über den Zustand des Islam und der islamischen Zivilisation diskutierte. In Antwort auf Renans Behauptung, der Islam stehe Entwicklung oder der Moderne gegenüber im Widerspruch, kritisierte Afghani Renans Diskurs. Er selbst stand dem gegenwärtigen Stand des Islam kritisch gegenüber, den er als von Uneinigkeit, Aberglauben und fehlender Bildung verfälscht sah, er lehnte aber jede Verallgemeinerung ab und beteuerte die vollkommene Kompatibilität des wahren Islam der Vorväter und der Moderne. Renan zeigte sich von Afghanis Ausführungen beeindruckt und bezeichnete Afghani als einen gelehrten Freidenker.
Über seinen Aufenthalt in Großbritannien schrieb Afghani in sein Tagebuch: „I did not see Islam there but Moslems“ (Ich sah dort keinen Islam, aber Muslime). Bald ging er jedoch für längere Zeit nach Paris, wo seine gegen die Kolonialpolitik Großbritanniens gerichtete Tätigkeit auf fruchtbareren Boden fiel als in London.

### Späte Jahre
Von London über Teheran gelangte er bis 1889 nach Russland, wo er den Zaren von einem Militärschlag gegen die Briten (vergeblich) zu überzeugen suchte. Es folgten weitere Reisen nach Europa, bis zu seiner Rückkehr in den Iran 1890/91, wo er sich bei Nāser ad-Din Schah, wieder vergebens, für Reformen des Islam aussprach. Nachdem al-Afghānī und seine Anhänger damit drohten, selbst für die Umsetzung ihrer Pläne zu sorgen, wurde er vom Schah ins Exil nach Anatolien geschickt. Über den Irak reiste er zunächst erneut kurz nach London. 1892 folgte er einer Einladung Sultan Abdülhamids II. und gelangte so wieder nach Istanbul. Das zu Beginn gute Verhältnis zum Sultan verschlechterte sich allerdings zusehends durch erhöhten Druck seiner Gegner auf ihn, und sein mehrmaliges Ersuchen nach Ausreiseerlaubnis wurde abgelehnt.
1896 erschoss ein Anhänger al-Afghānīs Nāser ad-Din Schah. Die daraufhin geforderte Auslieferung Afghanis nach Iran wurde durch Sultan Abdülhamid verweigert – offiziell wurde argumentiert, dass Afghani afghanischer Staatsbürger und deshalb nicht auszuliefern sei –, jedoch war der Sultan nun auch endgültig misstrauisch geworden: Al-Afghani verbrachte den Rest seines Lebens zwar in Ehren, jedoch de facto als Gefangener in einem „goldenen Käfig“ in Istanbul.
Dschamāl ad-Dīn al-Afghānī starb 1897 in der Türkei an einem Kiefertumor. Seine Gebeine wurden Ende Dezember 1944 aus der Türkei nach Afghanistan überführt, wo sie 1945 auf dem Hauptcampus der Universität Kabul in einem Mausoleum in Ali-Abad (einem inzwischen in Jamal Mina umbenannten Stadtteil) beigesetzt wurden.

## Bedeutung und Ideologie
Al-Afghānī gilt als einer der bedeutendsten muslimischen Denker und Philosophen der Moderne. Zwei zentrale Themen lassen sich in seiner Ideologie wiederfinden: Islamische Einheit, und der Ruf nach einem reformierten und modernisierten Islam, der sich westliche Technologie und Wissenschaft zu eigen macht, und sich damit gegen westliche politische und wirtschaftliche Abhängigkeit wehrt. Zeit seines Lebens agitierte Afghani gegen die Briten, die Ägypten und Indien kolonialisierten und Muslime unterdrückten. Den Grund für die Schwäche der Muslime sah Afghani in der fehlenden Einigkeit unter den Muslimen, sowie in der orthodoxen Form des Islam, wie er von den Rechtsgelehrten und Philosophen des 19. Jahrhunderts gepredigt wurde. Nach Meinung der Orthodoxie blieben Islam und Moderne, d. h. Wissenschaft und technischer Fortschritt, unvereinbar. Afghani wehrte sich gegen diese Ansicht: der Islam und moderne Technik und Wissen seien selbstverständlich vereinbar, alte Vorstellungen müssten aufgebrochen, der Islam modernisiert werden.
Afghani wird oftmals vor allem in seiner Rolle als Vordenker des modernen Panislamismus betrachtet, wird jedoch auch als Vater des Salafismus angesehen. Afghanis Ideen wurden von seinem berühmtesten Schüler Muhammad Abduh, einem liberalen angesehenen Denker, weitergetragen und -entwickelt. Zusammen mit Raschid Rida leitete er das Zeitalter nationalistischer und religiöser Reform in Ägypten ein.
Die wichtigsten Denkfiguren al-Afghanis und Abduhs, welche eine Brücke von ihnen zum heutigen Islamismus schlagen, sind panislamisch. Die Ideen werden laut al-Afghani dann wirksam werden, wenn erstens alle muslimischen Gebiete vom Kolonialismus und der Fremdherrschaft befreit sein werden, zweitens die Muslime zu den reinsten Quellen aus der ersten Zeit des Islams zurückkehren werden und drittens die Muslime sich die Technologie und die sozialen Institutionen des Westens in gezielter Auswahl werden angeeignet haben.

## Veröffentlichungen
- Ergänzung zum Bericht über Geschichte der Afghanen. Ägypten 1901 (original arabisch: تتمة البيان في تاريخ الأفغان Tatimmat al-bayān fī taʾrīḫ al-Afġān. Miṣr (Kairo), 1318 islamisches Mondjahr)[28]
- رساله نیچریه Ressalah e Naicheria, DMG Risāla-i neyčerīya, ‚Sendschreiben der Naicheris‘.[29] Broschüre Naturalismus bzw. Materialismus in der persischen Sprache (Dari), übersetzt von Muhammad Abduh ins Arabische
  - deutsch: Gamāladdīn al-Afghānī, Untertitel: Widerlegung der Naichari-Sekte. In: Andreas Meier (Hrsg.): Der politische Auftrag des Islam. Programme und Kritik zwischen Fundamentalismus und Reformen. Originalstimmen aus der islamischen Welt. Peter Hammer Verlag, Wuppertal 1994, ISBN 3-87294-616-1, S. 78–84.
- Ḫāṭirāt Ǧamāl al-Dīn ad-Afġānī („Ideen Dschamāl ad-Dīn al-Afghānīs“), Mitschriften von Gesprächen mit al-Afghānī über ethische, politische und gesellschaftliche Fragen von Orient und Okzident aus seiner Zeit in Istanbul, herausgegeben von dem libanesischen Gelehrten Muhammad Bāschā al-Machzūmī und erstmals veröffentlicht 1931 in Beirut. Das Buch muss jedoch mit Vorsicht behandelt werden, da al-Afghānī darin anachronistische Bezugnahmen auf Erfindungen des 20. Jahrhunderts (Flugzeuge, Radio) sowie auf erst später aufkommende Ideologien wie den islamischen Sozialismus zugeschrieben werden. Al-Machzūmī gibt zwar an, dass er die Gespräche 1892 bis 1897 aufgezeichnet hat, doch muss der Text später ergänzt worden sein.[30]